# 第五大道425号
由RFR Davis开发的第五大道425号是一栋位于纽约市东38街上高618英尺（188）的摩天大楼。该大楼于2001年开建，2002年4月封顶，2003年9月对外开放，共有56层。